# Kravany (Prešov)
|  | No s'ha de confondre amb Kravany (Košice). |

Kravany és un poble i municipi d'Eslovàquia. Es troba a la regió de Prešov, al nord del país.

## Història
La primera referència escrita de la vila data del 1317.

## Demografia
| Godina             | 1994 | 2004   | 2014    | 2024   |
| ------------------ | ---- | ------ | ------- | ------ |
| Nombre de persones | 774  | 817    | 903     | 900    |
| Diferència         |      | +5,55% | +10,52% | −0,33% |

| Godina             | 2023 | 2024   |
| ------------------ | ---- | ------ |
| Nombre de persones | 890  | 900    |
| Diferència         |      | +1,12% |